# Temesvár (Schiff)

Skizze der Temesvár

Die Temesvár war ein 1894 gebautes Dampfschiff der Ersten Donau-Dampfschiffahrts-Gesellschaft (DDSG). Der Schlepper verkehrte ab dem gleichen Jahr auf der Bega und verband dreimal wöchentlich die namensgebende Stadt im Königreich Ungarn, heute Timișoara in Rumänien, mit der Kleinstadt Titel an der Donau. Diese gehörte damals ebenfalls zu Ungarn, heute liegt sie in Serbien. In Titel bestand Anschluss an die Donauschifffahrt nach Budapest. Das Schiff wurde als einer von vier Heckrad-Schleppdampfern in der unternehmenseigenen Schiffswerft Óbuda gebaut und hatte die DDSG-Betriebsnummer 270. Die anderen drei Heckraddampfer der DDSG waren:
- Drina, Baujahr 1887, Nummer 275, Länge: 27,81 Meter, Breite: 8,00 Meter, 1895 in Brčka umbenannt, 1896 verschrottet
- Lim, Baujahr 1888, 1903 verschrottet
- Zvornik, Baujahr 1888, 1903 verschrottet

Nach dem Ersten Weltkrieg wurde die Temesvár an das Königreich Jugoslawien übergeben und hieß fortan Šibenik. 1945 erfolgte die Umbenennung in Boka, in den 1960er Jahren die Außerdienststellung.

## Technische Daten
- Patentschaufelrad
- Diagonal-Compound-Dampfmaschine zu 120 PSi (indizierte/rechnerische Leistung) und 20 PS Nennleistung (bei Druck von sieben Pfund pro Quadratzoll)
- Länge: 22,5 m
- Breite: 5,80 m
- Höhe: 2,00 m